# Rumex hybridus
Rumex hybridus là một loài thực vật có hoa trong họ Rau răm. Loài này được Kindb. miêu tả khoa học đầu tiên năm 1877.